# (11545) Hashimoto
(11545) Hashimoto est un astéroïde de la ceinture principale.

## Description
(11545) Hashimoto est un astéroïde de la ceinture principale. Il fut découvert le 26 octobre 1992 à Kitami par Kin Endate et Kazuro Watanabe. Il présente une orbite caractérisée par un demi-grand axe de 2,38 UA, une excentricité de 0,24 et une inclinaison de 3,7° par rapport à l'écliptique.

## Compléments